# 843
843 (DCCCXLIII) var ett normalår som började en måndag i den julianska kalendern.

## Händelser

### Februari
- 14 februari – Genom fördraget i Verdun delas Frankerriket i tre delar. Ludvig den tyske får den östra delen, Karl den skallige får den västra delen och Lothar I den mellanliggande delen från Italien till Nordsjön.

### Okänt datum
- Skottland förenas då kungariket Dalriada och det piktiska kungariket går i union. Dess förste kung blir Kenneth I, som därmed grundar kungaätten MacAlpin, som kommer att inneha den skotska tronen till 1034.

## Födda
- Ermengard av Italien, drottning och regent av Provence.

## Avlidna
- Jia Dao, kinesisk poet.
- Judith av Bayern, kejsarinna.